# Реџеп Реџеповски
Реџеп Реџеповски (Куманово, 14. децембар 1962) бивши је југословенски боксер, освајач сребрне медаље са Олимпијских игара 1984. године.

## Биографија
Реџеповски је рођен 14. децембра 1962. године у граду Куманово, тада Социјалистичка Република Македонија, Југославија. Тренирао је бокс у локалном боксерском клубу.
Први пут се истакао 1980. године, освојивши сребрну медаљу на Балканском омладинском првенству у Измиру. Године 1981. године освојио је првенство Југославије у мува категорији и победио на међународном турниру у Београду. Већ 1983. године освојио је Балканско првенство у Атини, поново је учествовао у мечу против америчке репрезентације.
Захваљујући низу успешних наступа, стекао је право да наступа на Летњим олимпијским играма 1984. у Лос Анђелесу. У категорији до 51 килограма победио је прва четири ривала, док је у одлучујућој финалној борби резултатом 1:4 изгубио од Американца Стива Макрорија и тако освојио сребрну олимпијску медаљу.  После Олимпијаде, Реџеповски је остао у првом тиму југословенске репрезентације и наставио је да учествује на великим међународним турнирима. Тако је 1986. године узео сребрну медаљу на Интеркуп турниру у Карлсруеу.
Године 1987. освојио је југословенско првенство у лакој категорији, а стигао до финала на Балканском првенству у Приштини. Укупно је имао 120 борби у аматерском боксу, забележио је 110 победа, уз 4 нерешена сусрета и 6 пораза.
По завршетку спортске каријере радио је као боксерски тренер. Живи у Куманову са супругом, имају четворо деце, три кћерке и сина.